# Tao (musikalbum)
Tao är ett rockalbum av Rick Springfield. Producerat av Rick Springfield och Bill Drescher, utgivet 1985 på skivbolaget RCA Records.

## Låtlista
1. "Dance This World Away"
2. "Celebrate Youth"
3. "State of the Heart"
4. "Written in Rock"
5. "The Power of Love"
6. "Walking on the Edge"
7. "Walk Like a Man"
8. "The Tao of Heaven"
9. "Stranger in the House"
10. "My Father's Chair"